# Bjarne Langvad
Bjarne Johan Langvad, född 24 juni 1925 i Ålesund, död 5 december 1969 i Landskrona, var en norsk-svensk hortonom.
Langvad, som var son till postchaufför Johan Langvad och Nicka Breivik, avlade hortonomexamen vid Norges lantbrukshögskola 1953 och blev Master of Science vid Michigan State University 1955. Han var försöksassistent vid Norges lantbrukshögskola, lärarassistent vid Michigan State University 1955 och försöksledare vid Weibullsholms växtförädlingsanstalt i Landskrona från 1956. Langvad, som var specialiserad på gräs, utförde inventering av artförekomst och frekvens på europeiska storarenor för fotboll sedan 1956 och skrev artiklar om turfgräs i Weibulls grästips sedan 1958. Efter att han omkommit i en trafikolycka utgavs boken Våra grönytor – anläggning och skötsel postumt (1971).